# Chloropteryx chaga
Chloropteryx chaga là một loài bướm đêm trong họ Geometridae.